# Nadorah
Nadorah est une commune de la wilaya de Tiaret en Algérie.